# Mirko Knežević (liječnik)
Mirko Knežević (Jastrebarsko, 20. travnja 1914. – Zagreb, 24. studenoga 1991.), bio je hrvatski liječnik patolog.

## Životopis
Mirko Knežević rođen je u Jastrebarskom 1914. godine. U Topuskom je završio osnovnu školu. U Karlovcu završio je realnu gimnaziju i maturirao. Na Medicinskom fakultetu u Zagrebu promoviran je 1937. godine. Na Medicinskom je fakultetu u Zagrebu počeo nastavnu karijeru. 1939. godine bio je asistent-volonter na Zavodu za patološku anatomiju, a do statusa sveučilišnog docenta došao je 1943. godine. Mobiliziran je kolovoza 1945. godine i bio je prosektor Vojno-medicinskog centra Osijek i poslije Vojne bolnice u Zagrebu. Nakon demobilizacije vratio se u Zagreb. Patološku anatomiju ponovo je habilitirao 1947. godine na Medicinskom fakultetu u Zagrebu. Od 1947. do 1948. godine sveučilišni je docent na novoosnovanom Medicinskom fakultetu u Skoplju. U Skoplju je bio i forenzičar i patolog, no zbog bolesti vratio se u Zagreb. Bio je privatni docent na Medicinskom fakultetu i prosektor Bolnice za duševne bolesti Vrapče. Do jeseni 1953. preuzeo pola gradiva prof. Saltykowa. Prvi je patolog u Hrvatskoj koji je postao primarijus. Bilo je to 1956. godine. 1969. godine preuzeo je Katedru iz patološke anatomije Stomatološkog fakulteta u Zagrebu, gdje je postao redoviti profesor, a nastavu za studente vodila je i njegova supruga dr Štefanija Krivak-Knežević. Od 1958. do 1959. godine kao stipendist radio je na Patološkom institutu Medicinskog fakulteta u Münchenu, gdje je elektronskim mikroskopom proučavao vegetativne centre u hipotalamusu te je habilitirao na temu Hipertonično masivno cerebralno krvarenje. Bio je drugi stranac koji je to postigao.
Kneževićevom je zaslugom izgrađena zgrada u kojoj i danas djeluje Klinički zavod za patologiju “Ljudevit Jurak” pri KBC Sestara milosrdnica. Na mjestu predstojnika Zavoda naslijedio je tragično stradalog prof. dr. Ljudevita Juraka. Dužnost predstojnika dr. Knežević obnašao je od 1949. do 1979. godine, a poslije njega na mjesto predstojnika došao je dr. Mladen Belicza. Dok je radio na zavodu za patologiju radio je u Službi za patologiju, današnjoj kliničkoj jedinici za onkološku patologiju osnovanoj 1984. godine. Zaslužan za očuvanje arhive Zavoda. 
Dr. Knežević u našoj je sredini uveo intraoperacijske biopsije u svakodnevnu praksu. Umirovljen je 1979. godine. U Zavodu za patologiju osnovao je Odjel za histologiju i elektronsku mikroskopiju.
Objavio je 125 radova koji su većinom objavljeni u inozemnim časopisima. Bio je član 
zbora liječnika od 1939. godine. Bio je član društva patologa Njemačke i jedan od osnivača sekcije za patologiju pri ZLH-u te dugogodišnji predsjednik te sekcije.